# Lockheed AC-130
Le Lockheed AC-130 est un avion gunship d'attaque au sol et d'appui aérien rapproché (close air support (CAS)). La base de l'avion est fabriquée par Lockheed. Boeing est responsable de la conversion en canonnière volante. Il s'agit d'une variante de l'avion de transport C-130 Hercules.

## Caractéristiques

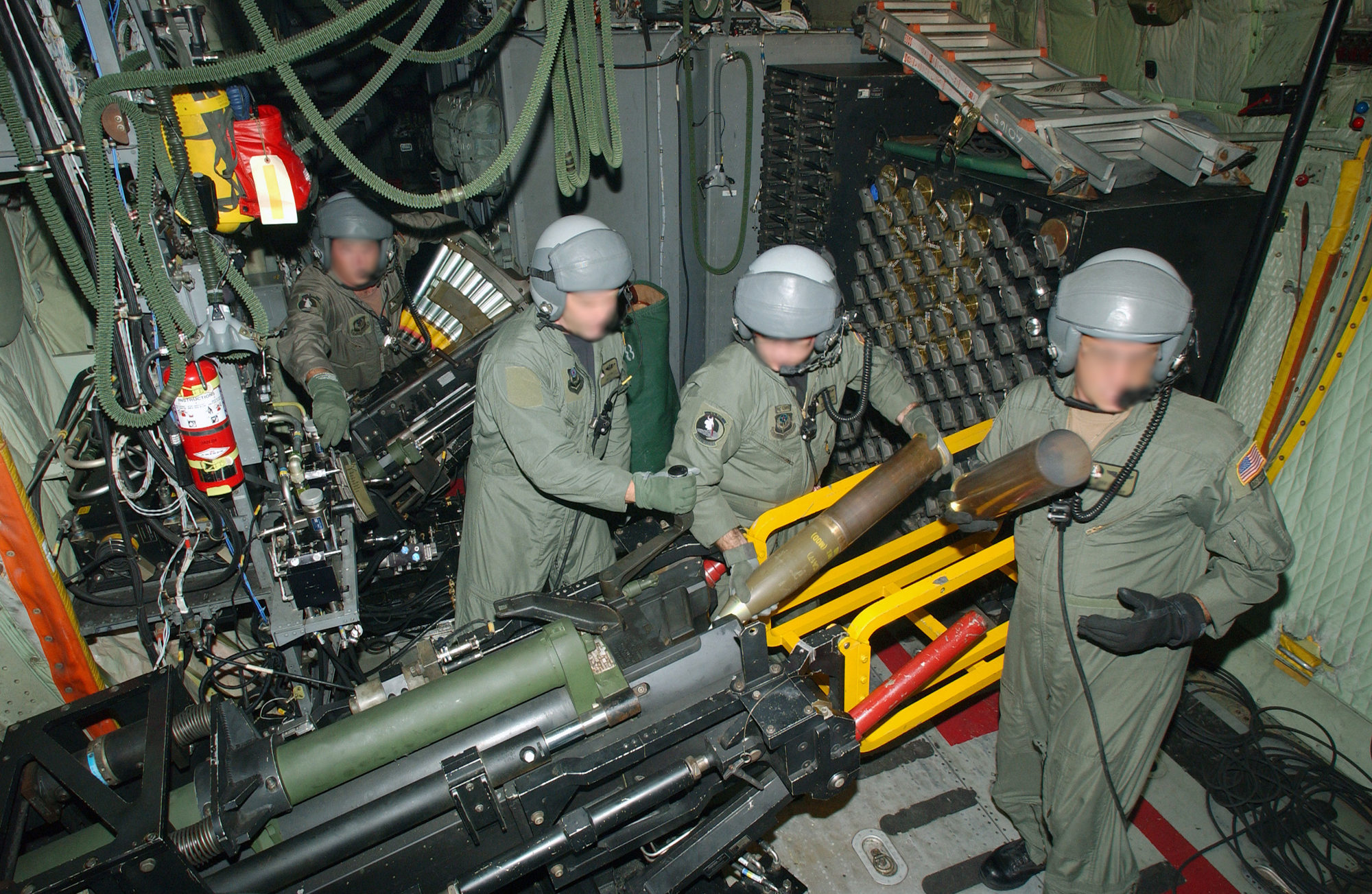
Intérieur d'un AC-130U avec l'obusier M102 (au premier plan) et le canon de 40 mm Bofors (à l'arrière-plan) en 2003.

Cet avion est uniquement en service dans l'United States Air Force, qui utilise, dans les années 2000, les variantes AC-130H Spectre et AC-130U Spooky. Il est motorisé par quatre turbopropulseurs et dispose d'un armement comme le M61 Vulcan de 20 mm, un obusier M102 de 105 mm et un canon de 40 mm Bofors L60. Le remplacement des canons de 40 mm Bofors et des canons rotatifs de 25 mm des AC-130U par des Bushmaster II de 30 mm a été étudié de 2007 à 2011, mais cette rénovation n'a pas été retenue. L'équipage est habituellement de douze ou treize hommes, dont cinq officiers (deux pilotes, un navigateur, un officier de guerre électronique, un officier de conduite de tir) et du personnel (ingénieur de vol, des spécialistes de l'électronique et des canonniers). Certains AC-130 sont utilisés pour les évacuations sanitaires aériennes.
En 2010, on annonce l'achat de seize AC-130J Ghostrider (des C-130J modifiés) pour remplacer les AC-130H, ce qui, avec les dix-sept AC-130U en service, devait porter la flotte à 33 appareils en 2013.
Le dernier AC-130H est retiré du service le 26 mai 2015. En novembre 2015, on compte 2 AC-130J, 14 AC-130U et 12 AC-130W.
En 2021, selon des prévisions de 2015, il y aura un total de 49 AC-130U et AC-130J.
Il y a eu changement de plan depuis et le 31e et dernier AC-130J est livré en novembre 2022 au lieu de 40 prévu. Seuls trente sont opérationnels, un a subi trop de contraintes durant les essais et est  utilisé pour entrainer les différents personnels au sol.

## Armements
AC-130A Project Gunship II
- 4 × miniguns GAU-2/A de 7,62 mm
- 4 × canons M61 Vulcan de 20 mm[6]

AC-130A Surprise Package, Pave Pronto, AC-130E Pave Spectre
- 4 × miniguns GAU-2/A de 7,62 mm
- 2 × canons M61 Vulcan de 20 mm
- 2 × canons  Bofors L60 de 40 mm

AC-130E Pave Aegis
- 2 × canons M61 Vulcan de 20 mm ou 4 × miniguns GAU-2/A de 7,62 mm
- 1 × canon Bofors L60 de 40 mm
- 1 × howitzer M102 de 105 mm (4,13 in)

AC-130H Pave Spectre II
- 1 × canon Bofors L60 40 mm
- 1 × howitzer M102 de 105 mm

AC-130H Spectre
- 2 × canons M61 Vulcan de 20 mm
- 1 × canon Bofors L60 40 mm
- 1 × howitzer M102 de 105 mm

AC-130U "Spooky" Gunship
- 1 × canon GAU-12/U Equalizer de 25 mm
- 1 × canon Bofors L60 40 mm
- 1 × howitzer M102 de 105 mm

AC-130J Ghostrider
- 1 x canon GAU-23 de 30 mm
- 1 × howitzer M102 de 105 mm
- bombes GBU-39
- missiles AGM-176 Griffin

## Engagements
Durant la guerre du Viêt Nam, les AC-130A, E et H sont surtout utilisés pour l'interdiction nocturne de camions sur la piste Ho Chi Minh.
Des AC-130A et H sont utilisés lors de l'incident du Mayagüez en mai 1975.
Quatre AC-130H devaient couvrir l'exfiltration des forces terrestres lors de l'opération Eagle Claw en Iran en 1980, mais l'opération échoua avant même d'atteindre son objectif.
Des AC-130 appuient notamment le saut des Rangers sur Point Salines lors de l'invasion de la Grenade en 1983.
De 1983 à 1990, des AC-130H désarmés sont utilisés en missions de renseignement au Salvador pour localiser la guérilla opposée au gouvernement.
Des AC-130 sont également utilisés lors de l'invasion du Panama par les États-Unis, détruisant notamment le quartier-général de la force de défense panaméenne.
Durant la guerre du Golfe de 1991, les AC-130H effectuent 101 sorties et un d'entre eux est abattu durant la bataille de Khafji le 31 janvier 1991.
Des AC-130 sont également utilisés en Somalie pendant les opérations Continue Hope et United Shield ; en Bosnie-Herzégovine ; lors d'évacuation de non-combattants américains en Albanie et au Libéria.
En 1999, des AC-130U participent aux opérations de combat au Kosovo.
Les AC-130 ont également été utilisés dans les opérations Enduring Freedom, Iraqi Freedom et Inherent Resolve.

## Culture populaire

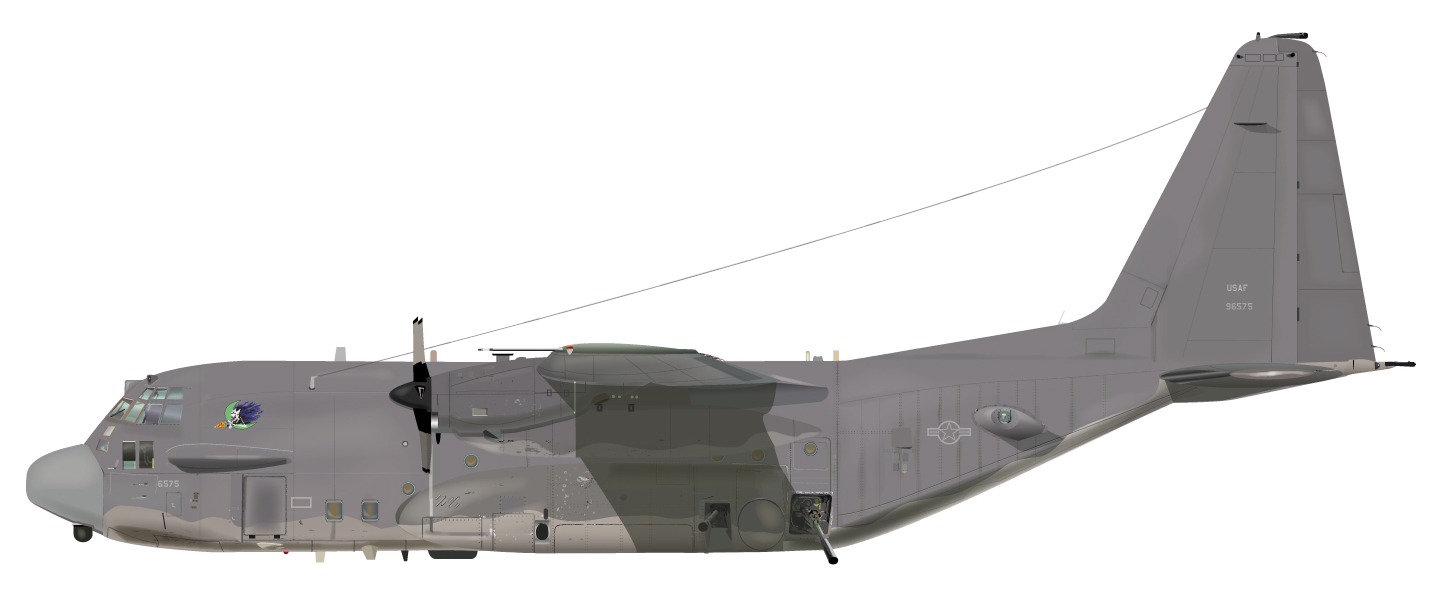
AC 130H du SOS

- Il apparait dans plusieurs volets de la série de RTS Command & Conquer.
- L'AC-130 Spectre attaque un Decepticon dans le film Transformers, sorti en 2007.
- Il est aussi utilisé lors de la mission « La Mort vient du ciel » dans Call of Duty 4: Modern Warfare, dans l'opération spéciale « Stratège » et en bonus multi-joueurs dans le jeu ainsi que dans Call of Duty: Modern Warfare 2,Call of Duty: Modern Warfare 3 et Call of Duty : Modern Warfare 2019 en tant que série de points.. Un joueur joue le rôle d'un opérateur américain de télévision à imagerie thermique à bord de l'avion dans Call of Duty: Modern Warfare Remastered.
- Le court métrage Find Makarov: Operation Kingfish faisant le lien entre ces deux jeux fait lui aussi intervenir un AC-130 qui fournit un soutien à un groupe de soldats au sol avant d'être abattu par un missile.
- La mission "Betty est une catin" du jeu Medal of Honor 2010 fait intervenir un AC-130, indicatif Reaper 31.
- Dans le film L'Agence tous risques on l'aperçoit brièvement en train de détruire la cache où sont les membres de l'équipe après avoir capturé le Général Morisson. L'agent de la CIA « Lynch » regarde en direct l'opération sur l'ordinateur portable et conclut par cette réplique : « On se croirait vraiment dans Call of Duty, vous croyez pas ? » faisant référence aux jeux vidéo mentionnés dans le paragraphe précédent.
- L'AC-130 est présent dans le jeu mobile pour smartphones Zombie Gunship, développé par Limbic software, où l'on doit tirer sur des zombies avec l'armement de l'avion.
- Une application existe pour iPhone et iPod touch appelée AC-130 Spectre, développée par Triniti Game, le jeu reproduit assez fidèlement le système d'armes de l'appareil.
- L'AC-130 est aussi présent dans Ace Combat 5.
- L'AC-130 est aussi présent dans une mission de Modern Combat 3: Fallen Nation sur iOS-Android.
- Dans HAWX 2, l'AC-130U est jouable dans une mission.
- De même, c'est un modèle pilotable que l'on peut retrouver dans le jeu ArmA II via l'intermédiaire d'un mod.
- L'AC-130 est jouable (pilotage et artillerie) dans le mod Desert combat pour Battlefield 1942.
- L'AC-130U Spooky est aussi présent dans une mission du jeu vidéo Ace Combat: Assault Horizon, dans la mission no 4, la mission "Spooky"
- L'AC-130H Spectre est aussi présent dans le 3e DLC de Battlefield 3 : Armored Kill. Dans cet opus, il est possible d'utiliser les tourelles de l'appareil, sans pour autant diriger l'appareil.
- Dans le film La Chute de la Maison Blanche, un AC-130 est utilisé par les nord-coréens pour attaquer Washington et la Maison-Blanche.
- Dans le jeu Battlefield 4, un AC-130 est aperçu dans la bande-annonce multijoueur et sera disponible en tant que ressource du commandant. Cette fois ci, il est possible d'utiliser le canon de 40 mm (absent dans Battlefield 3) mais les tourelles de l'appareil ont disparu.
- Dans le film Du sang et des larmes, un AC-130 est utilisé par l'armée américaine.
- Dans le film The Covenant, l'appui feu dans la scène finale est dévolu à un AC-130J.
- Dans le jeu Grand Theft Auto V, un AC-130 peut être acheté au nom du Titan 250 D créé par la société fictive Eberhard.

### Développement lié
- C-130 Hercules

### Aéronefs comparables
- Douglas AC-47 Spooky
- Fairchild AC-119
- Fairchild NC-123K